# ジロ・デ・イタリア 1928
ジロ・デ・イタリア 1928は、自転車競技のロードレース大会であるジロ・デ・イタリアの16回目のレース。1928年5月12日から6月3日まで行われた。全12区間。全行程3044km。
アルフレード・ビンダが総合2連覇を達成。

## 総合成績
|    | 選手名                           | 国籍         | 時間            |
| -- | -------------------------------- | ------------ | --------------- |
| 1  | アルフレード・ビンダ             | イタリア王国 | 114時間15分19秒 |
| 2  | ジュゼッペ・パンチェーラ         | イタリア王国 | +18分13秒       |
| 3  | バルトロメオ・アイモ             | イタリア王国 | +27分25秒       |
| 4  | ヴィクトル・フォンタン           | フランス     | +31分30秒       |
| 5  | エジーディオ・ペッキオッティーノ | イタリア王国 | +36分23秒       |
| 6  | アリスティーデ・カヴァッリーニ   | イタリア王国 | +40分34秒       |
| 7  | アムーリオ・ヴィアレンゴ         | イタリア王国 | +52分19秒       |
| 8  | アルビーノ・ビンダ               | イタリア王国 | +54分53秒       |
| 9  | ジョヴァンニ・ブルネーロ         | イタリア王国 | +1時間13分00秒  |
| 10 | ピエトロ・ケージ                 | イタリア王国 | +1時間14分07秒  |

## 総合首位
| 選手名                   | 国籍         | 首位区間 |
| ------------------------ | ------------ | -------- |
| ドメニコ・ピエモンテージ | イタリア王国 | 第1-第3  |
| アルフレード・ビンダ     | イタリア王国 | 第4-最終 |